# Lehká váha

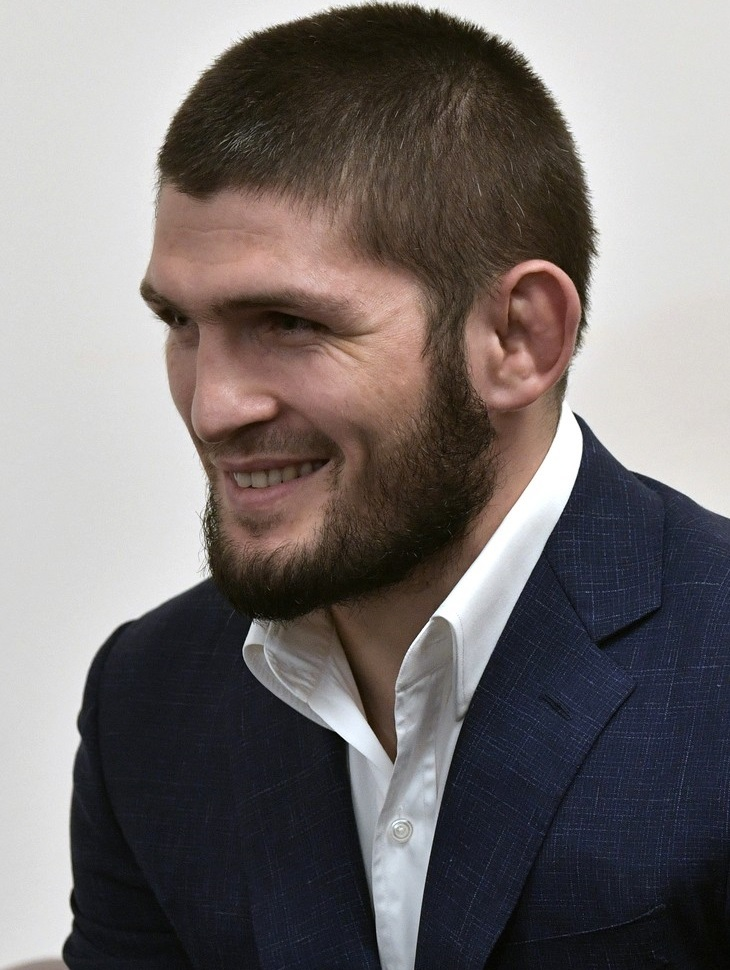
Khabib Nurmagomedov - ruský bojivník v kategorii lehké váhy

Lehká váha (anglicky lightweight) je váhová kategorie v některých bojových sportech, která následuje po pérové a předchází velterové váze.

## Box
V boxu se do lehké váhy zahrnují bojovníci mezi 59–61 kg.

## Kickboxing
V kickboxu se do lehké váhy obvykle řadí bojovníci, kteří váží 57,77–60 kg.

## Mixed Martial Arts
V MMA má každá organizace jiný systém třídění:
- Ultimate Fighting Championship – ≤70,3 kg
- Pancrase – ≤70 kg
- Shooto – ≤65 kg